# Francia en la Copa Mundial de Fútbol de 1998
La selección nacional de Francia fue uno de los 32 países participantes de la Copa Mundial de Fútbol de 1998, por ser el anfitrión del torneo. En 1992 Francia fue electa sede de la Copa Mundial de Fútbol de 1998 venciendo a Marruecos para repetir la edición de 1938 que organizó en dicho país. Esta fue su décima participación en mundiales, tras no clasificarse para las ediciones de 1990 y 1994.
El sorteo de la fase final del mundial determinó que Francia fuera incluida en el Grupo C, junto con Dinamarca, Sudáfrica y Arabia Saudita, clasificándose posteriormente para la segunda ronda.
Durante la fase de eliminación logró vencer a Paraguay por 1:0, con una anotación de Laurent Blanc a los 114 minutos, considerándose gol de oro. Debió enfrentarse en cuartos de final con Italia, ganando por penales. En semifinales, Francia venció a Croacia por 2:1, pasando a la final, donde le ganó a Brasil por 3:0.

## Jugadores
| #  | Nombre             | Posición       | Edad | Part. | Club                  |
| -- | ------------------ | -------------- | ---- | ----- | --------------------- |
| 1  | Bernard Lama       | Guardameta     | 35   | 37    | París Saint-Germain   |
| 2  | Vincent Candela    | Defensa        | 24   | 10    | A. S. Roma            |
| 3  | Bixente Lizarazu   | Defensa        | 28   | 32    | Bayern Múnich         |
| 4  | Patrick Vieira     | Centrocampista | 21   | 7     | Arsenal F. C.         |
| 5  | Laurent Blanc      | Defensa        | 32   | 68    | Olympique de Marsella |
| 6  | Youri Djorkaeff    | Centrocampista | 30   | 37    | F. C. Internazionale  |
| 7  | Didier Deschamps   | Centrocampista | 29   | 69    | Juventus F. C.        |
| 8  | Marcel Desailly    | Defensa        | 29   | 41    | A. C. Milan           |
| 9  | Stéphane Guivarc'h | Delantero      | 27   | 6     | A. J. Auxerre         |
| 10 | Zinedine Zidane    | Centrocampista | 25   | 33    | Juventus F. C.        |
| 11 | Robert Pirès       | Centrocampista | 24   | 13    | F. C. Metz            |
| 12 | Thierry Henry      | Delantero      | 20   | 3     | A. S. Mónaco          |
| 13 | Bernard Diomède    | Centrocampista | 24   | 6     | A. J. Auxerre         |
| 14 | Alain Boghossian   | Centrocampista | 27   | 6     | U. C. Sampdoria       |
| 15 | Lilian Thuram      | Defensa        | 26   | 32    | Parma F. C.           |
| 16 | Fabien Barthez     | Guardameta     | 26   | 12    | A. S. Mónaco          |
| 17 | Emmanuel Petit     | Centrocampista | 27   | 17    | Arsenal F. C.         |
| 18 | Frank Leboeuf      | Defensa        | 30   | 13    | Chelsea F. C.         |
| 19 | Christian Karembeu | Centrocampista | 27   | 31    | Real Madrid C. F.     |
| 20 | David Trezeguet    | Delantero      | 20   | 4     | A. S. Mónaco          |
| 21 | Christophe Dugarry | Delantero      | 26   | 23    | Olympique de Marsella |
| 22 | Lionel Charbonnier | Guardameta     | 31   | 1     | A. J. Auxerre         |
| DT | Aimé Jacquet       |                |      |       |                       |

## Participación

### Grupo C
| Equipo         | Pts | PJ | PG | PE | PP | GF | GC | Dif |
| -------------- | --- | -- | -- | -- | -- | -- | -- | --- |
| Francia        | 9   | 3  | 3  | 0  | 0  | 9  | 1  | 8   |
| Dinamarca      | 4   | 3  | 1  | 1  | 1  | 3  | 3  | 0   |
| Sudáfrica      | 2   | 3  | 0  | 2  | 1  | 3  | 6  | -3  |
| Arabia Saudita | 1   | 3  | 0  | 1  | 2  | 2  | 7  | -5  |

| 12 de junio de 1998, 21:00 | Francia                                     | 3:0 (1:0) | Sudáfrica | Stade Vélodrome, Marsella                                  |                                                            |
|                            | Dugarry 36' · Issa 77' (a.g.) · Henry 90+2' | Reporte   |           | Asistencia: 55 000 espectadores Árbitro(s): Márcio Rezende | Asistencia: 55 000 espectadores Árbitro(s): Márcio Rezende |

| 18 de junio de 1998, 21:00 | Francia                                       | 4:0 (1:0) | Arabia Saudita | Stade de France, Saint-Denis                                     |                                                                  |
|                            | Henry 37', 78' · Trezeguet 68' · Lizarazu 85' | Reporte   |                | Asistencia: 80 000 espectadores Árbitro(s): Arturo Brizio Carter | Asistencia: 80 000 espectadores Árbitro(s): Arturo Brizio Carter |

| 24 de junio de 1998, 16:00 | Francia                          | 2:1 (1:1) | Dinamarca             | Stade Gerland, Lyon                                           |                                                               |
|                            | Djorkaeff 12' (pen.) · Petit 56' | Reporte   | M. Laudrup 42' (pen.) | Asistencia: 39 100 espectadores Árbitro(s): Pierluigi Collina | Asistencia: 39 100 espectadores Árbitro(s): Pierluigi Collina |

### Octavos de final
| 28 de junio de 1998, 16:30                                                              | Francia    | 1:0 (t. s.) | Paraguay | Stade Félix Bollaert, Lens                              |                                                         |
|                                                                                         | Blanc 114' | Reporte     |          | Asistencia: 31 800 espectadores Árbitro(s): Ali Bujsaim | Asistencia: 31 800 espectadores Árbitro(s): Ali Bujsaim |
| Laurent Blanc marca el primer gol de oro en mundiales y el único en esta Copa del Mundo |            |             |          |                                                         |                                                         |

### Cuartos de final
| 3 de julio de 1998, 16:30 | Italia                                                 | 0:0 (t. s.)(3:4 p.)        | Francia                                       | Stade de France, Saint-Denis                            |                                                         |
|                           |                                                        | Reporte                    |                                               | Asistencia: 77 000 espectadores Árbitro(s): Hugh Dallas | Asistencia: 77 000 espectadores Árbitro(s): Hugh Dallas |
|                           |                                                        | Tiros desde el punto penal |                                               |                                                         |                                                         |
|                           | R. Baggio · Albertini · Costacurta · Vieri · Di Biagio |                            | Zidane · Lizarazu · Trezeguet · Henry · Blanc |                                                         |                                                         |

### Semifinales
| 8 de julio de 1998, 21:00 | Francia        | 2:1 (0:0) | Croacia   | Stade de France, Saint-Denis                                         |                                                                      |
|                           | Thuram 47' 70' | Reporte   | Šuker 46' | Asistencia: 76 000 espectadores Árbitro(s): José María García Aranda | Asistencia: 76 000 espectadores Árbitro(s): José María García Aranda |

### Final
| 1          | POR        | Claudio Taffarel |     |
| 2          | DEF        | Cafu             |     |
| 3          | DEF        | Aldair           |     |
| 4          | DEF        | Junior Baiano    |     |
| 6          | DEF        | Roberto Carlos   |     |
| 5          | MED        | César Sampaio    | 73' |
| 8          | MED        | Dunga            |     |
| 10         | MED        | Rivaldo          |     |
| 18         | MED        | Leonardo         | 46' |
| 20         | DEL        | Bebeto           |     |
| 9          | DEL        | Ronaldo          |     |
| Entrenador | Entrenador | Mário Zagallo    |     |

| 16         | POR        | Fabien Barthez     |     |
| 15         | DEF        | Lilian Thuram      |     |
| 8          | DEF        | Marcel Desailly    |     |
| 18         | DEF        | Frank Leboeuf      |     |
| 3          | DEF        | Bixente Lizarazu   |     |
| 7          | MED        | Didier Deschamps   |     |
| 19         | MED        | Christian Karembeu | 57' |
| 17         | MED        | Emmanuel Petit     |     |
| 10         | MED        | Zinedine Zidane    |     |
| 6          | MED        | Youri Djorkaeff    | 74' |
| 9          | DEL        | Stéphane Guivarc'h | 66' |
| Entrenador | Entrenador | Aimé Jacquet       |     |

| 19 | MED | Denílson | 46' |
| 21 | DEL | Edmundo  | 73' |

| 14 | DEL | Alain Boghossian   | 57' |
| 21 | DEL | Christophe Dugarry | 66' |
| 4  | DEL | Patrick Vieira     | 74' |

| Anotado | 27'   | Zidane | 0-1 |
| Anotado | 45+1' | Zidane | 0-2 |
| Anotado | 90+3' | Petit  | 0-3 |

| Amonestado | 33' | Junior Baiano |

| Amonestado                               | 39' | Deschamps |
| Amonestado                               | 48' | Desailly  |
| Amonestado                               | 56' | Karembeu  |
| Otorgado · Otorgado otra vez · Expulsado | 68' | Desailly  |

| Árbitro             | Said Belqola   |
| Árbitros asistentes | Mark Warren    |
| Árbitros asistentes | Achmat Salie   |
| Cuarto árbitro      | Rahman Al Zaid |

| 1          | POR        | Claudio Taffarel |     |
| 2          | DEF        | Cafu             |     |
| 3          | DEF        | Aldair           |     |
| 4          | DEF        | Junior Baiano    |     |
| 6          | DEF        | Roberto Carlos   |     |
| 5          | MED        | César Sampaio    | 73' |
| 8          | MED        | Dunga            |     |
| 10         | MED        | Rivaldo          |     |
| 18         | MED        | Leonardo         | 46' |
| 20         | DEL        | Bebeto           |     |
| 9          | DEL        | Ronaldo          |     |
| Entrenador | Entrenador | Mário Zagallo    |     |

| 16         | POR        | Fabien Barthez     |     |
| 15         | DEF        | Lilian Thuram      |     |
| 8          | DEF        | Marcel Desailly    |     |
| 18         | DEF        | Frank Leboeuf      |     |
| 3          | DEF        | Bixente Lizarazu   |     |
| 7          | MED        | Didier Deschamps   |     |
| 19         | MED        | Christian Karembeu | 57' |
| 17         | MED        | Emmanuel Petit     |     |
| 10         | MED        | Zinedine Zidane    |     |
| 6          | MED        | Youri Djorkaeff    | 74' |
| 9          | DEL        | Stéphane Guivarc'h | 66' |
| Entrenador | Entrenador | Aimé Jacquet       |     |

| 19 | MED | Denílson | 46' |
| 21 | DEL | Edmundo  | 73' |

| 14 | DEL | Alain Boghossian   | 57' |
| 21 | DEL | Christophe Dugarry | 66' |
| 4  | DEL | Patrick Vieira     | 74' |

| Anotado | 27'   | Zidane | 0-1 |
| Anotado | 45+1' | Zidane | 0-2 |
| Anotado | 90+3' | Petit  | 0-3 |

| Amonestado | 33' | Junior Baiano |

| Amonestado                               | 39' | Deschamps |
| Amonestado                               | 48' | Desailly  |
| Amonestado                               | 56' | Karembeu  |
| Otorgado · Otorgado otra vez · Expulsado | 68' | Desailly  |

| Árbitro             | Said Belqola   |
| Árbitros asistentes | Mark Warren    |
| Árbitros asistentes | Achmat Salie   |
| Cuarto árbitro      | Rahman Al Zaid |

| Bandera de Francia |
| Campeón Francia    |
| Primer título      |

## Goleadores

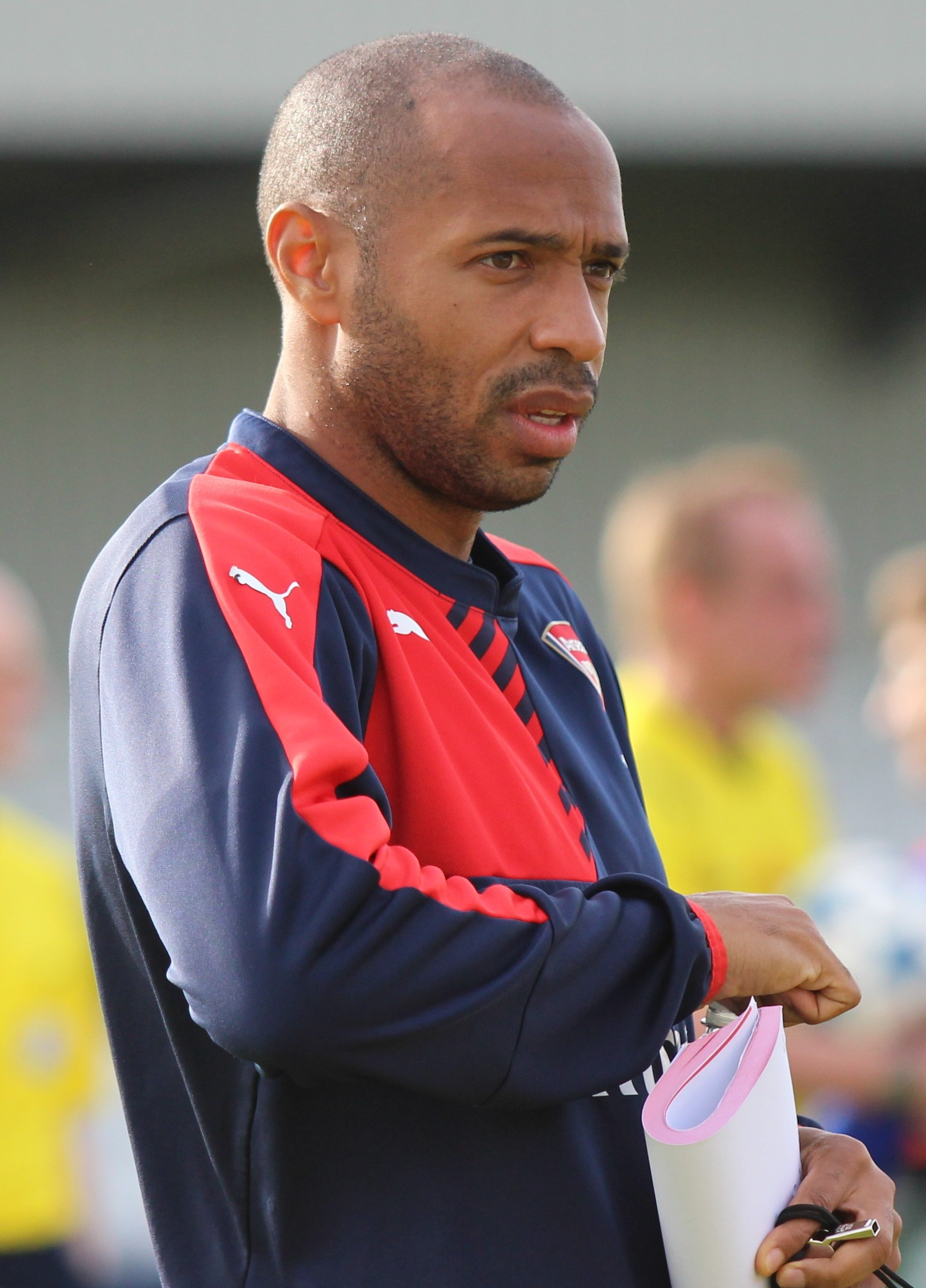
Thierry Henry fue el goleador de Francia y el octavo goleador del torneo.

| Jugador            | Posición      | Partidos | Goles |
| ------------------ | ------------- | -------- | ----- |
| Thierry Henry      | Delantero     | 6        | 3     |
| Emmanuel Petit     | Mediocampista | 6        | 2     |
| Lilian Thuram      | Defensor      | 6        | 2     |
| Zinedine Zidane    | Mediocampista | 5        | 2     |
| Laurent Blanc      | Defensor      | 5        | 1     |
| Youri Djorkaeff    | Mediocampista | 7        | 1     |
| Christophe Dugarry | Delantero     | 3        | 1     |
| Bixente Lizarazu   | Defensor      | 6        | 1     |
| David Trezeguet    | Delantero     | 6        | 1     |